# Artiom Chaczaturow
Artiom Chaczaturow (orm. Արտյոմ Խաչատուրով, ur. 18 czerwca 1992 w Benderach) – urodzony w Mołdawii ormiański piłkarz, od 2013 roku grający w klubie FC Tiraspol. Występuje na pozycji obrońcy.

## Kariera klubowa
Chaczaturow od początku kariery występuje w Mołdawii. Zaczynał w zespole Sheriff Tyraspol, zaś latem 2013 roku podpisał umowę z FC Tiraspol.

## Kariera reprezentacyjna
Jako młody gracz Chaczaturow występował w kadrach młodzieżowych Mołdawii. 25 stycznia 2013 roku otrzymał zgodę od FIFA na występy w seniorskiej reprezentacji Armenii, w której zadebiutował 5 lutego 2013 roku w towarzyskim meczu przeciwko Luksemburgowi. Na boisku przebywał do 82 minuty, a występ zakończył z żółtą kartką na koncie.
| Mecze i gole w reprezentacji | Mecze i gole w reprezentacji | Mecze i gole w reprezentacji | Mecze i gole w reprezentacji | Mecze i gole w reprezentacji | Mecze i gole w reprezentacji | Mecze i gole w reprezentacji |
| #                            | Data                         | Stadion                      | Rywal                        | Wynik                        | Gol                          | Rozgrywki                    |
| 2013                         | 2013                         | 2013                         | 2013                         | 2013                         | 2013                         | 2013                         |
| ---------------------------- | ---------------------------- | ---------------------------- | ---------------------------- | ---------------------------- | ---------------------------- | ---------------------------- |
| 1.                           | 05.02.2013                   | Valence, Francja             | Luksemburg                   | 1:1                          | 0                            | towarzyski                   |
| 1.                           | 14.08.2013                   | Tirana, Albania              | Albania                      | 0:2                          | 0                            | towarzyski                   |

## Sukcesy
Sheriff
- Mistrzostwo Mołdawii: 2010, 2012, 2013
- Superpuchar Mołdawii: 2010